# A jég (X-akták)
A Jég az X-akták című amerikai sci-fi sorozat első évadának nyolcadik epizódja, melyet Glen Morgan és James Wong írt. 
Egy ismeretlen féreg okoz rejtélyes haláleseteket egy alaszkai kutatóbázison. A férget egy sarki kutatóbázison dolgozó tudósok hozták a felszínre, amely már több mint 250 millió éve fagyott állapotban volt.

## A helyszín
Sarkköri jégkutató állomás, Icy Cape, Alaszka, 400 kilométerre az északi sarkkörtől.

## Cselekmény
Egy nehezen megközelíthető alaszkai bázison kutató tudósok ismeretlen ok miatt megölték egymást. 
Mikor Mulderék végignézik az ott készült videót, akkor még mindegyik tudós élt, és épp azt ünnepelték, hogy megdöntötték a mélységi sarki jégfúrás határát. Az utolsó videófelvételen az egyik tudós azt mondja, hogy „nem azok vagyunk, akik vagyunk”, majd öngyilkos lesz. Mulderék egy kis csapattal a bázisra repülnek.

250 millió évvel ezelőtti mintákat találnak a bázison, amit a tudósok hoztak a felszínre. A bázison mindenki halott, kivéve egy kutyát, aki Mulderre támad. Mulder nem sérül meg, ellentétben a pilótával, akinek vérzéses sebet okoz harapásával. Miután legyőzik a kutyát, fekete hólyagokat találnak a testén, és a bőre alatt mozgást észlelnek. A kutya vérében egy ismeretlen szervezetet találnak. 

A rejtélyes féreg

Scully úgy dönt, senki nem hagyhatja el a bázist, amíg mindenkitől mintát nem vesz. A megharapott pilóta agresszívá válik, és el akar menni, de a bőre alatt mozgó férget fedeznek fel, Scullyék kiszedik a férget a testéből, de a pilóta meghal.
Felfedezik, hogy a féreg agresszívá teszi az embereket, mert az agresszív viselkedésért felelős hormonnal táplálkozik. Mulder további kivizsgálás miatt meg akarja menteni a férget, de a többiek el akarják pusztítani. Lefekvés előtt megvizsgálják egymást, de nem találnak fertőzésre utaló nyomokat. Estére mindenki elvonul a szobájába, de mindenki gyanakszik a másikra. Este Mulder zajt hall, ezért kimegy a konyhába, ahol Murphy (a geológus) holttestét találja. A többiek utána érkeznek, és azt hiszik, hogy Mulder ölte meg, mert fertőzött és ezért bezárják egy raktárhelyiségbe. Scully karantént rendel el a bázis területén. Megpróbálják megtalálni az ellenszert, amivel segíthetnek Mulderen.
Nancy véletlenül a fertőzött vérre egy másik fertőzött ember véréből cseppent rá, és rájönnek, hogy bár a férgek egy fajba tartoznak, de ha egy áldozatban több féreg is van, akkor elpusztítják egymást a territóriumért vívott harcban. Kipróbálják a kutyán, és a beadott féreg és a kutya testében lévő féreg elpusztítja egymást. Úgy döntenek, hogy Muldernek is beadnak egy férget, hogy az elpusztítsa a testében lévő férget és meggyógyuljon. De mikor be akarják adni Muldernek, az orvos észreveszi, hogy nem Mulderben, hanem Nancyben van a féreg. Az utolsó élő férget berakják Nancybe, aki meggyógyul, de karanténba zárják a szövetségiek.
Mulder vissza akar menni a bázisra, hogy vizsgálja a férgeket, de közlik velük, hogy 45 perccel az eljövetelük után a katonaság lerombolta a bázist.

## Vendégszereplők
- Xander Berkeley - Dr. Lawrence Hodge
- Felicity Huffman - Dr. Nancy Da Silva
- Steve Hynter - Dr. Denny Murphy
- Jeff Kober - Bear

## Érdekességek
- David Duchovny Blue nevű kutyájának az apja a sorozatban látható kutya.
- A „Nem azok vagyunk, akik vagyunk” mondat Shakespeare Ohtello című művében is megtalálható.
- Az írók, Glen Morgan és James Wong abban a szellemben írták meg a forgatókönyvet, hogy Scully kerüljön a főszerepbe, és a cselekedeteiből kiderüljön, mennyire bízik Mulderben.
- A film története és A dolog című film története között sok hasonlóság van.
- A forgatókönyvírók költségvetési okokból olyan helyszínt választottak, ami kevés pénzbe került. És ez a rész ezért játszódik főleg egy stúdióban.
- Bár ez az epizód nem szükséges az X-sorozat történetének megértéséhez, az itt található férgek inspirálták a később, a történet szempontjából elengedhetetlen Fekete Olajat.

## Külső hivatkozások
- Az epizódról az X-Files Wikin (angol)